# 宋剑湖
宋剑湖是一个位于中国江苏省武进市的湖泊，面积约为0.1平方千米。